# Aliança Internacional de la Democràcia Socialista

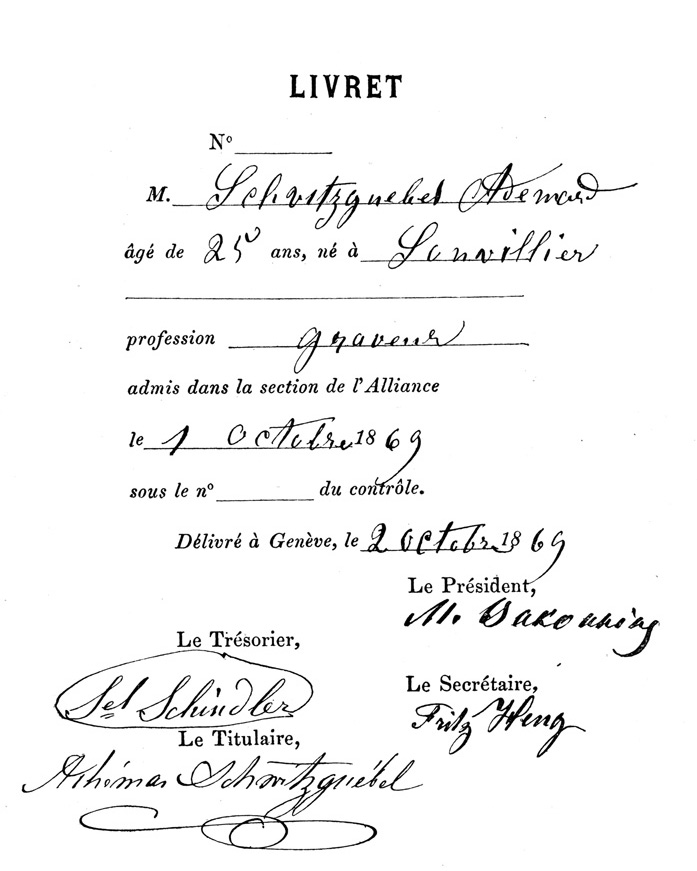
Document acreditatiu de ser membre de la Aliança

L'Aliança Internacional de la Democràcia Socialista va ser una organització de caràcter anarquista fundada el 25 de setembre de 1868 per Mikhaïl Bakunin a Ginebra, Suïssa.
El programa de l'Aliança reivindicava una sèrie de reformes que constituïen la base de la doctrina política de Bakunin: la supressió dels Estats nacionals i la formació en el seu lloc de federacions constituïdes per lliures associacions agrícoles i industrials; l'abolició de les classes socials i de l'herència, la igualtat de sexes i l'organització dels obrers al marge dels partits polítics. No obstant això, es rebutja l'entrada de l'Aliança en l'Associació Internacional dels Treballadors o Primera Internacional, per ser una organització internacional, quan només s'admetien organitzacions nacionals. Per aquesta raó, l'Aliança es va desfer i els seus membres es van integrar separadament en la Internacional, conformant llavors l'ala llibertària d'aquesta organització la influència de la qual es va estendre pels països llatins com Espanya, França i Itàlia i la Federació del Jura a Suïssa i que més tard entraria en conflicte amb l'ala marxista.
Seguint l'exemple de l'Aliança de Ginebra, l'Aliança Espanyola va decidir dissoldre's formalment dies abans de la celebració del Congrés Saragossa de la Federació Regional Espanyola de l'AIT l'abril de 1872. Tanmateix, com ha assenyalat Josep Termes, el grup va continuar funcionant com a tal tot i que l'organització burocràtica havia desaparegut, "ja que era impossible que els vincles ideològics i personals deixin d'influir en la seva conducta. A la pràctica, no hi havia cap diferència entre les accions del grup bakuninista després de la dissolució o abans d'aquesta".
El 1870 Rafael Farga i Pellicer fundà a Barcelona l'Aliança de la Democràcia Socialista a la seva imatge i semblança.